# Cambozola

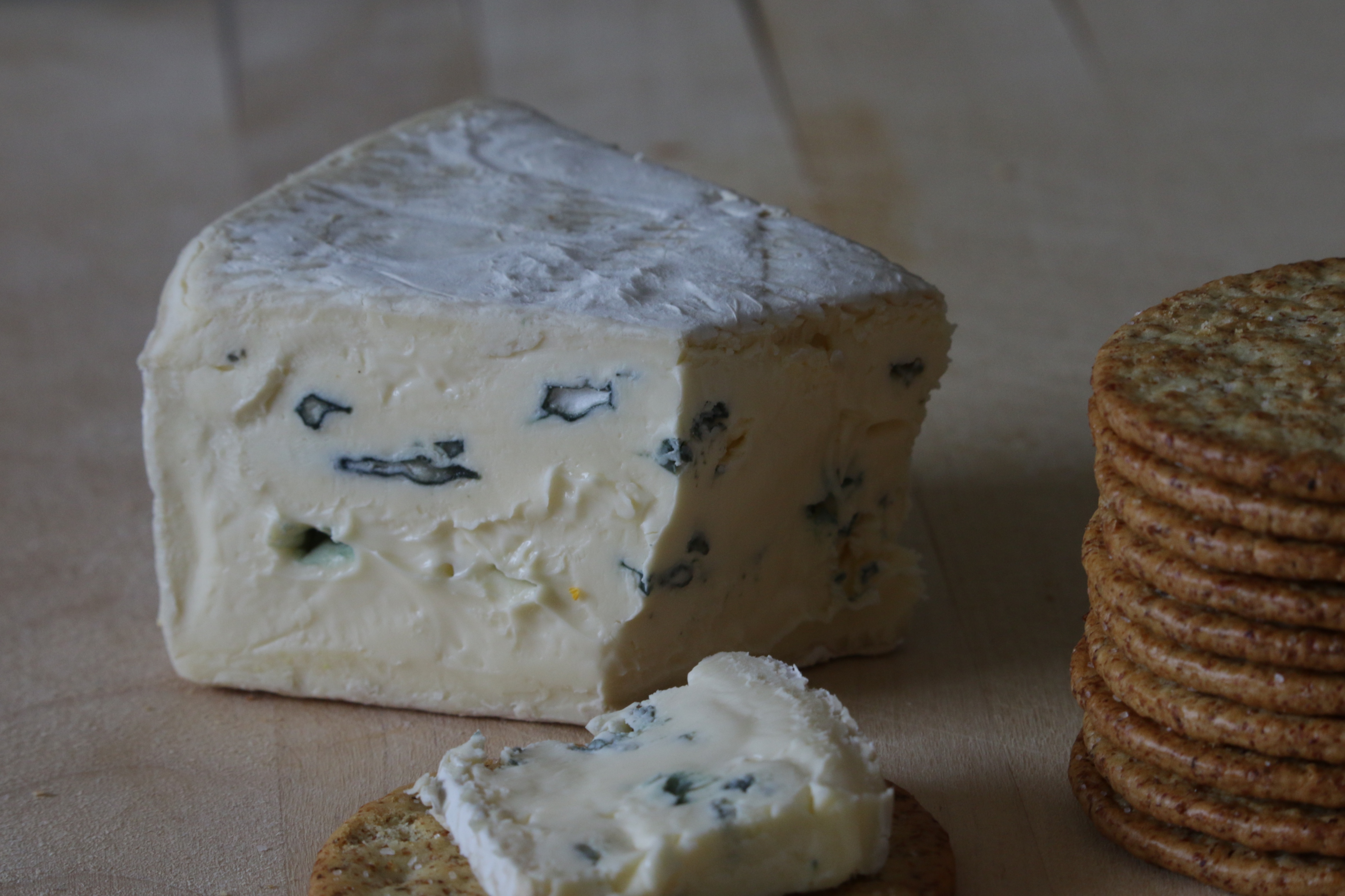
Cambozola

Cambozola, är en tysk hybrid av vit- och grönmögelost gjord på komjölk.
Osten började tillverkas 1983 och namnet är en sammanslagning av camembert och gorgonzola. 
Vid minst ett tillfälle har önskemål inkommit till Europadomstolen om att förbjuda användandet av namnet cambozola (då det skulle vara alltför likt gorgonzola, som är namnskyddat) men domstolen avslog denna begäran.